# Giorgio Mannini
Giorgio Mannini (Firenze, 30 settembre 1884 – Roma, 27 giugno 1953) è stato un regista e sceneggiatore italiano.

## Biografia
Giorgio Mannini è conosciuto principalmente come regista e sceneggiatore.
Iniziò la sua carriere come giornalista per La Tribuna per poi trasferirsi a Roma nel 1920 dove collaborò con Carmine Gallone come aiuto regista.
È conosciuto per aver diretto Il mio antropofago (1921), Savitri Satyavan (1923), girato in India, Zaganella e il cavaliere (1932) e La serva padrona (1934), il suo unico film sonoro.

## Filmografia

### Regia
- La figlia della tempesta (1921)
- Sterminator Vesevo (1921)
- Il mio antropofago (1921)
- Savitri Satyavan (1923)
- Zaganella e il cavaliere, co-regia con  Gustavo Serena (1932)
- La serva padrona (1934)

### Sceneggiatura
- Savitri Satyavan (1923)
- I volti dell'amore, regia di Carmine Gallone (1924)